# Кейго Кийоура
Кейго Кийоура (на японски: 清浦奎吾) е японски юрист и политик, дългогодишен министър на правосъдието, министър-председател на 23-то правителство на Япония.

## Ранни години
Кейго Кийоура (Фудзаки Кийоура) е роден на 14 февруари 1850 г. в Камото, провинция Хито (дн. префектура Кумамото). Той е пети син на будисткия свещеник и настоятел на един от местните храмове Окубо Рьоши. В детските си години учи китайски език в съседната провинция Бунго (дн. префектура Хироши), а в 1865 г. постъпва в основаната от известния японски поет и китаист Хиросе Тансо (1782 – 1856) школа „Канген“ в Хита, където изучава китайско право и култура до 1870 г., когато сам открива школа в Кумамото.

## Политическа кариера
В 1872 г., снабден с препоръки от губернатора на Хита, Кийоура заминава за Токио, където се запознава с губернатора на Сайтама Морихиде Номура. Той на свой ред го урежда на работа в префектурната администрация през следващата 1873 г., а в допълнение Кейго получава и директорското място в едно начално училище. През 1876 г. 27-годишният Кийоура постъпва на работа в Министерстото на правосъдието, където заема различни постове, включително зам.-министър. На този пост тай взема дейно участие в разработването на новите наказателни закони, публикувани през 1880 г. От 1881 г., когато Аритомо Ямагата поема министерството, позициите на Кийоура се засилват значително. В 1884 г. е назначен за директор на Бюрото за защита на обществения ред към Министерството на вътрешните работи и остава на този пост 7 години, като при непосредственото му участие е проведена реформа на системата на затворите в Япония. Благодарение на своята енергия и способности Кийоура успява да спечели абсолютното доверие на Аритомо Ямагата и на практика става негов най-близък съюзник и довереник. В 1891 г. Кийоура е назначен в горната камара на парламента и същата година заминава на продължително пътуване в чужбина. В 1898 г. е назначен за министър на правосъдието във второто правителство на Аритомо Ямагата, остава на този пост и в първото правителство на Таро Кацура (1901 – 1906), в което за известно време е и министър на земеделието и търговията, а от 1905 – и на вътрешните работи. В 1906 г. Кийоура е назначен в Тайния съвет. След оставката на правителството на Гонбей Ямамото през април 1914 г., Кийоура е натоварен от императора да сформира новия кабинет но не успява, заради течащия по това време политически скандал, в който е замесена и германската фирма „Сименс“. През следващите години основната му дейност е в Тайния съвет – през 1917 г. става негов зам.-председател, а в 1922 г. – председател. Междувременно, през 1919 г. Кийоура, заедно с барон Ейичи Шибусава, е избран за зам.-председател на новосъздаденото „Общество за хармонизация на труда и капитала“ (Кьочьокай).

## Министър-председател
На 7 януари 1924 г., след оставката на второто правителство на Гонбей Ямамото, Кийоура застава начело на новия кабинет. Веднага след формирането си, новото правителство се сблъсква със силна опозиция в Камарата на представителите от страна на партиите Сейюкай и Кенсейкай, тъй като е съставено основно от консервативни бюрократи от горната камара на парламента. В опит да укрепи спадащия авторитет на монархията, на 10 ноември 1923 г. Кийоура обявява курс към нова културна политика, чиито основни принципи са изложни в императорския рескрипт „За укрепване на националния дух“. През февруари 1924 г. самият Кийоура създава Асоциация по въпросите на културата, в която са включени шинтоистки, будистки и християнски свещеници, и чиято задача била да противодейства на „опасните идеи“, пропагандирани от леви и работнически активисти. Управлението на Кийоура е оказва неуспешно и във външполитически план. Японско-американките отношения, стабилизирали се до известна степен след Вашингтонската конференция, отново се изострят през пролетта на 1924 г., когато Сенатът приема закон за забрана на японската емиграция в САЩ. Правителството в Токио реагира, като изпраща протестна нота до Вашингтон, но това само задълбочава конфликта и дава повод на опозицията да поднови с нова сила атаките си срещу Кийоура и министрите. Правителството се опитва да разреши проблема като разпуска парламента, но на новите избори, проведени на 10 май 1924 г., търпи поражение и на 6 май Кийоура и министрите му подават оставки. Вероятно най-значимото събитие през управлението на правителството на Кейго Кийоура е сватбата на престолонаследника Хирохито с Нагако Кунийоши, състояла се на 26 януари 1924 г.

## Късни години
През следващите години Кийоура се оттегля от активната политика, но участва в съвета, номиниращ канидидатите за премиерския пост. Именно той препоръчва в 1941 г. за нов министър-председател генерал Хидеки Тоджо. Кийоура умира на 5 ноември 1942 г.